# Liste der Kulturdenkmäler in Bärenbach (bei Idar-Oberstein)
In der Liste der Kulturdenkmäler in Bärenbach sind alle Kulturdenkmäler der rheinland-pfälzischen Ortsgemeinde Bärenbach aufgeführt. Grundlage ist die Denkmalliste des Landes Rheinland-Pfalz (Stand: 2. August 2023).

## Denkmalzonen
| Bezeichnung                    | Lage                                           | Baujahr  | Beschreibung                                                               | Bild                           |
| ------------------------------ | ---------------------------------------------- | -------- | -------------------------------------------------------------------------- | ------------------------------ |
| Denkmalzone Burgruine Naumburg | nordwestlich des Ortes auf dem Schloßberg Lage | vor 1146 | ehemals stattliche Höhenburg, wiederaufgemauerter Rundturm (1980er Jahren) | weitere Bilder Fotos hochladen |

## Einzeldenkmäler
| Bezeichnung         | Lage                   | Baujahr         | Beschreibung                                                                                 | Bild            |
| ------------------- | ---------------------- | --------------- | -------------------------------------------------------------------------------------------- | --------------- |
| Evangelische Kirche | Hauptstraße 31 Lage    | 1821            | Saalbau, bezeichnet 1821, 1967/68 verbreitert                                                | Fotos hochladen |
| Spielmannsmühle     | Hauptstraße 46 Lage    | 1763            | Hofanlage; Wohnhaus-Mühle, bezeichnet 1763, Krüppelwalmdachscheune, bezeichnet 1834 und 1748 | BW              |
| Wohnhaus            | Unterdorfstraße 2 Lage | 17. Jahrhundert | Fachwerkhaus, 17. Jahrhundert                                                                | Fotos hochladen |